# Ван Шишэнь
Ван Шишэ́нь (кит. 汪士慎, пиньинь Wāng Shìshèn,  1686 — 1759) — китайский художник, каллиграф, резчик печатей и поэт. Входил в творческий коллектив «восемь чудаков из Янчжоу».

## Биография
Ван Шишэнь родился в 1686 году в Шэсяне (провинция Аньхой), в бедной семье.
Оказавшись в Янчжоу в зрелом возрасте у Ван Шишэня начинается активная творческая деятельность (1730—1750-е годы), до этого периода о его произведениях и где он учился ничего неизвестно. Художник творил преимущественно в жанре хуа-няо («изображения цветов и птиц»), особенно любил изображать цветы сливы мэйхуа и нарциссы. Ценились его картины с изображением людей, славился как каллиграф и резчик печатей. К старости Ван Шишэнь ослеп на левый глаз, что нашло отражение в тексте некоторых его печатей.